# 歧裂灰包属
歧裂灰包属（学名：Phellorinia）是歧裂灰包科下的一个属。

## 下属物种
本属包括以下物种：
- Phellorinia erinacea (Speg.) Speg.
- 赫氏歧裂灰包 Phellorinia herculeana (Pers.) Kreisel